# Cyril Pahinui
Cyril Pahinui (ur. 21 kwietnia 1950 w Waimānalo na Hawajach, zm. 17 listopada 2018 w Honolulu) – amerykański wokalista i gitarzysta muzyki hawajskiej.
Cyril urodził się w Waimānalo na Hawajach położonym w okolicy stolicy stanu Honolulu. Jest synem hawajskiej gitarzystki Gabby Pahinui. Brał udział w nagraniu 35 hawajskich albumów muzycznych i trzech nagrodzonych Grammy kompilacji muzyki hawajskiej. W 1994 jego  album 6 & 12 String Slack Key wygrał nagrodę Nā Hōkū Hanohano  za Instrumental Album roku, a ponadto w 2007 jego  album He'eia wygrał nagrodę Nā Hōkū Hanohano za Island Music Album roku.
W 2013 roku Cyril nawiązał współpracę z Native Arts & Culture Foundation w celu wydania Let's Play Music! Slack Key with Cyril Pahinui & Friends.

## Początki kariery
Cyril zaczął grać na ukulele w wieku 7 lat, a gry na gitarze nauczył się oglądając swojego ojca, który grał dla innych hawajskich muzyków takich jak Leland Isaacs Sr. i Sonny Chillingworth. We wczesnych latach 70 XX wieku, dołączył do zespołu ojca i wykonywał jego wcześniejsze nagrania dla Warner Bros. Records. W wieku 19 lat jego kariera została przerwana, ponieważ musiał odbyć służbę wojskową w Wietnamie jako sierżant i kierownik sekcji w sto pierwszym pułku artylerii.